# Козак, Ян (1954)
Ян Козак-старший (словац. Ján Kozák; родился 17 апреля 1954, Матейовице-над-Орнадом) — чехословацкий футболист и футбольный тренер, полузащитник. Участник чемпионата мира 1982, отец Яна Козака-младшего. С 2013 по 2018 год возглавлял сборную Словакии.

## Карьера

### Клубная
Выступал с 1969 по 1974 годы за клуб «Локомотив» (Спишска Нова Вес). В 1974 году перешёл в «Локомотив» из Кошице, в составе которого завоёвывал Кубок страны в 1977 и 1979 годах. В 1980 году перешёл в «Дуклу», в составе которой в течение двух лет завоевал Кубок и чемпионский титул. С 1982 по 1986 годы играл в «Локомотиве» из Кошице. Позднее выступал за бельгийский «Серен» и французский «Бурж», завершал карьеру в том же «Локомотиве».

### В сборной
В сборной сыграл 55 игр, забил 9 голов. Стал бронзовым призёром Евро-1980 и участвовал в чемпионате мира 1982 (хотя не сыграл в Испании ни одного матча).

### Титулы
- Футболист года в Чехословакии: 1981
- Чемпион Чехословакии: 1982
- Победитель Кубка Чехословакии: 1977, 1979, 1981
- Бронзовый призёр чемпионата Европы: 1980

## Карьера тренера
Тренировал клубы «Локомотив» и «Кошице». В 2013 году возглавил сборную Словакии.